# Acanthacorydalis yunnanensis
Acanthacorydalis yunnanensis är en insektsart som beskrevs av C.-k. Yang och Ding Yang 1988. Acanthacorydalis yunnanensis ingår i släktet Acanthacorydalis och familjen Corydalidae. Inga underarter finns listade i Catalogue of Life.